# Lőrinc Szabó
Pour les articles homonymes, voir Szabó.
Dans le nom hongrois Szabó Lőrinc, le nom de famille précède le prénom, mais cet article utilise l’ordre habituel en français Lőrinc Szabó, où le prénom précède le nom.
Lőrinc Szabó de Gáborján est un poète et traducteur hongrois né à Miskolc le 31 mars 1900 et mort à Budapest le 3 octobre 1957.

## Biographie
Lőrinc Szabó est né à Miskolc d'un père mécanicien, Lőrinc Szabó sr., et d'Ilona Panyiczky. Sa famille déménagea à Balassagyarmat alors qu'il avait trois ans. Il alla à l'école à Balassagyarmat ainsi qu'à Debrecen. Il poursuivit ses études à l'université de Budapest, où il se lia d'amitié avec Mihály Babits. Il ne termina pas ses études et, au lieu de cela, commença à travailler pour la revue littéraire Az Est en 1921 (et ce jusqu'en 1944). Peu de temps après, il épousa Klára Mikes, la fille de Lajos Mikes (hu). De 1927 à 1928, il fut fondateur et éditeur du périodique Pandora. Ses premiers poèmes furent publiés dans les années 1920 dans Nyugat (l'Ouest). Son premier recueil de poésie a été publié en 1922 sous le titre Föld, erdő, Isten (Terre, Forêt, Dieu) et reçut un franc succès. Il obtint le Baumgarten Prize (en) en 1932, 1937 et 1943. Il a aussi traduit quelques œuvres de Shakespeare (Timon of Athens en 1935, As You Like It en 1938, Macbeth en 1939, Troilus and Cressida en 1948), ou encore Les Fleurs du mal de Baudelaire (à l'aide de Babits et Árpád Tóth), Le Grand Testament de François Villon, L'École des femmes de Molière, Les Souffrances du jeune Werther de Goethe, ainsi que des œuvres de Verlaine, Tiouttchev, Pouchkine et Ivan Krylov.
Il combattit pendant la Première Guerre mondiale, rencontra Gyula Gömbös et, lors d'un congrès littéraire à Lillafüred, il souligna la beauté de la poésie guerrière. À cause de cela, il fut oublié de la vie littéraire après la guerre et ne put publier que des traductions. Son importance ne fut découverte que peu de temps avant sa mort, lorsqu'il reçut le prix Kossuth en 1957. Il est mort malheureusement d'un arrêt cardiaque.

## Poésie
- Föld, erdő, Isten (Terre, Forêt, Dieu, 1922)
- Kalibán (Caliban, 1923)
- Fény, fény, fény (Lumière, Lumière, Lumière, 1926)
- A Sátán műremekei (Masterpieces of Satan, 1926)
- Te meg a világ (You and the World, 1932)
- Különbéke (Separate Peace, 1936)
- Harc az ünnepért (Fight for the Holiday, 1938)
- Régen és most (Then and Now, 1943)
- Tücsökzene' (Cricket Song, 1947)
- A huszonhatodik év (The 26th Year, 1957)

## Sources
- (en)/(hu) Cet article est partiellement ou en totalité issu des articles intitulés en anglais « Lőrinc Szabó » (voir la liste des auteurs) et en hongrois « Szabó Lőrinc » (voir la liste des auteurs).